# Åbäcktjärnen
Åbäcktjärnen är en sjö i Älvdalens kommun i Dalarna och ingår i Dalälvens huvudavrinningsområde. Sjön har en area på 0,095 kvadratkilometer och ligger 603,1 meter över havet. Sjön avvattnas av vattendraget Navran.

## Delavrinningsområde
Åbäcktjärnen ingår i det delavrinningsområde (681820-139350) som SMHI kallar för Inloppet i Navarsjön. Medelhöjden är 622 meter över havet och ytan är 17,69 kvadratkilometer. Det finns inga avrinningsområden uppströms utan avrinningsområdet är högsta punkten. Navran som avvattnar avrinningsområdet har biflödesordning 4, vilket innebär att vattnet flödar genom totalt 4 vattendrag innan det når havet efter 391 kilometer. Avrinningsområdet består mestadels av skog (96 procent). Avrinningsområdet har 0,18 kvadratkilometer vattenytor vilket ger det en sjöprocent på 1 procent.